# Tammy Townsend
Tamara Townsend (Los Angeles, 17 agosto 1970) è un'attrice statunitense.

## Biografia
Attiva principalmente in ambito televisivo, è nota per aver interpretato Greta McClure nella sitcom 8 sotto un tetto, Wendy Reardon nella soap opera Il tempo della nostra vita e Kira Cooper nella sitcom K.C. Agente Segreto.

## Filmografia

### Cinema
- La famiglia Brady (The Brady Brunch Movie), regia di Betty Thomas (1995)

### Televisione
- Il mio amico Arnold (Diff'rent Strokes) – serie TV, episodio 7x21 (1985)
- Baby Sitter (Charles in Charge) – serie TV, episodio 2x23 (1987)
- 8 sotto un tetto (Family Matters) – serie TV, 14 episodi (1991-1998)
- In viaggio nel tempo (Quantum Leap) – serie TV, episodio 4x15 (1992)
- Sui gradini di Harlem (Where I Live) – serie TV, episodi 1x01-1x06 (1993)
- L'ispettore Tibbs (In the Heat of the Night) – serie TV, episodio 8x01 (1994)
- Il tempo della nostra vita (Days of Our Lives) – soap opera, 54 episodi (1994-1996)
- Mr. Cooper (Hangin' with Mr. Cooper) – serie TV, episodio 3x16 (1995)
- Living Single – serie TV, episodio 3x02 (1995)
- The Wayans Bros – serie TV, episodio 2x13 (1996)
- The Practice - Professione avvocati (The Practice) – serie TV, episodio 1x01 (1997)
- Felicity – serie TV, episodio 1x12 (1999)
- Cenerentola a New York (Time of Your Life) – serie TV, episodio 1x07 (1999)
- Walker, Texas Ranger – serie TV, 3 episodi (2001)
- Friends – serie TV, episodio 8x10 (2001)
- Tris di cuori (For Your Love) – serie TV, episodi 5x03-5x08 (2002)
- Fastlane – serie TV, episodio 1x04 (2002)
- JAG - Avvocati in divisa (JAG) – serie TV, episodio 10x22 (2005)
- Barbershop – serie TV, 3 episodi (2005)
- La vita secondo Jim (According to Jim) – serie TV, 3 episodi (2005-2007)
- Lincoln Heights - Ritorno a casa (Lincoln Heights) – serie TV, 5 episodi (2007-2009)
- Ghost Whisperer - Presenze (Ghost Whisperer) – serie TV, episodio 5x22 (2010)
- Switched at Birth - Al posto tuo (Switched at Birth) – serie TV, 3 episodi (2011)
- Cantando sotto il vischio (The Mistle-Tones), regia di Paul Hoen – film TV (2012)
- NCIS: Los Angeles – serie TV, episodio 5x07 (2013)
- The Client List - Clienti speciali (The Client List) – serie TV, 4 episodi (2013)
- CSI - Scena del crimine (CSI: Crime Scene Investigation) – serie TV, episodio 14x12 (2014)
- K.C. Agente Segreto (K.C. Undercover) – serie TV, 75 episodi (2015-2018)[1][2]
- The Cool Kids – serie TV, episodio 1x08 (2018)
- The Wilds – serie TV, episodio 1x02 (2020)
- Cambio di direzione (Big Shot) – serie TV, episodio 1x04 (2021)
- Queen Sugar – serie TV, 23 episodi (2021-2022)

## Doppiatrici italiane
Nelle versioni in italiano delle opere in cui ha recitato, Tammy Townsend è stata doppiata da:
- Antonella Baldini in 8 sotto un tetto
- Roberta Paladini in Ghost Whisperer - Presenze
- Emilia Costa in NCIS: Los Angeles
- Laura Lenghi in K.C. Agente Segreto